# Superfície reglada

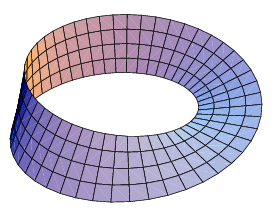
Plot paramètric d'una banda de Möbius

En geometria, una superfície reglada és una superfície engendrada per una família infinita de rectes que depenen d'un paràmetre. És la superfície generada per una recta –anomenada generatriu–, que es desplaça sobre una o diverses corbes –anomenades directrius–. En funció de les característiques i condicions particulars d'aquests elements, rep diversos noms.
Cadascuna d'aquestes rectes és anomenada generatriu de la superfície. Els procediments habituals per a definir-les són, o bé donar les equacions d'una recta en l'espai amb un paràmetre variable, o bé donar tres corbes directrius i prendre com a generatrius les rectes que es recolzen sobre aquestes tres corbes.

## Classificació de les superfícies reglades
A grans trets hi ha dues classes de superfícies reglades:
- si en tots els punts d'una mateixa generatriu la superfície té el mateix pla tangent, es tracta d'una superfície desenvolupable, i la superfície pot ésser construïda cargolant oportunament un o diversos trossos de paper;
- si en cada punt d'una mateixa generatriu d'una superfície reglada el pla tangent és diferent, la reglada no és desenvolupable i aleshores és anomenada superfície guerxa. El con és una superfície desenvolupable; per contra, la superfície helicoïdal ordinària és guerxa.

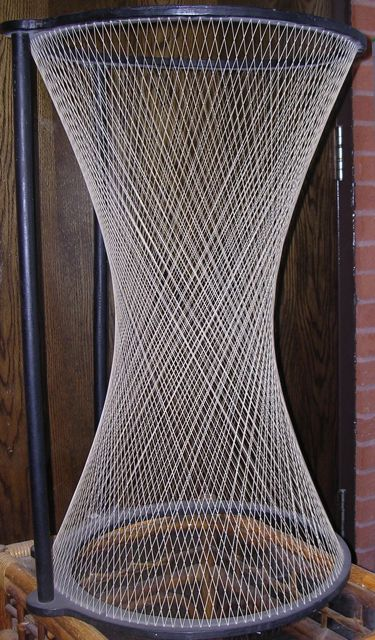
Un hiperboloide d'una sola fulla, és una superfície de revolució. Els filferros són línies rectes.

En detall, les superfícies reglades són:
- El pla
- Les superfícies de curvatura simple:

- superfície cilíndrica

- superfície cilíndrica de revolució
- superfície cilíndrica de no revolució

- superfície cònica

- superfície cònica de revolució
- superfície cònica de no revolució

- Les superfícies guerxes:

- cilindroide
- conoide
- superfície doblement reglada

- paraboloide hiperbòlic
- hiperboloide de revolució

## Equacions matemàtiques
Una superfície {\displaystyle \mathbf {S} } és reglada si per cada punt d'aquesta hi ha una línia recta continguda en {\displaystyle \mathbf {S} }. Una superfície reglada {\displaystyle \,S} pot ser sempre descrita (almenys localment) per una equació paramètrica de la següent manera:
{\displaystyle \mathbf {S} (t,u)=\mathbf {p} (t)+u\mathbf {r} (t)}
on {\displaystyle \mathbf {p} (t)} és una corba en {\displaystyle \mathbf {S} }, i {\displaystyle \mathbf {r} (t)} és una corba en l'esfera unitat. Així, per exemple:
{\displaystyle {\begin{aligned}\mathbf {p} &=(\cos(t),\sin(t),0)\\\mathbf {r} &=\left(\cos \left({\frac {t}{2}}\right)\cos(t),\cos \left({\frac {t}{2}}\right)\sin(t),\sin \left({\frac {t}{2}}\right)\right)\end{aligned}}}
obtenim una superfície que conté la Cinta de Möbius. Alternativament, una superfície reglada {\displaystyle \mathbf {S} } pot ser modelada paramètricament com:
{\displaystyle \mathbf {S} (t,u)=(1-u)\mathbf {p} (t)+u\mathbf {q} (t)}
On {\displaystyle \mathbf {p} } i {\displaystyle \mathbf {q} } són dues corbes de {\displaystyle \mathbf {S} } que no s'intersequen. Per exemple, quan {\displaystyle \mathbf {p} (t)} i {\displaystyle \mathbf {q} (t)} es mouen amb velocitat constant al llarg de dues rectes guerxes, la superfície és un paraboloide hiperbòlic, o part d'un hiperboloide d'una sola fulla.
{\displaystyle x^{2}+y^{2}-z^{2}=1\,}

## Superfícies desenvolupables

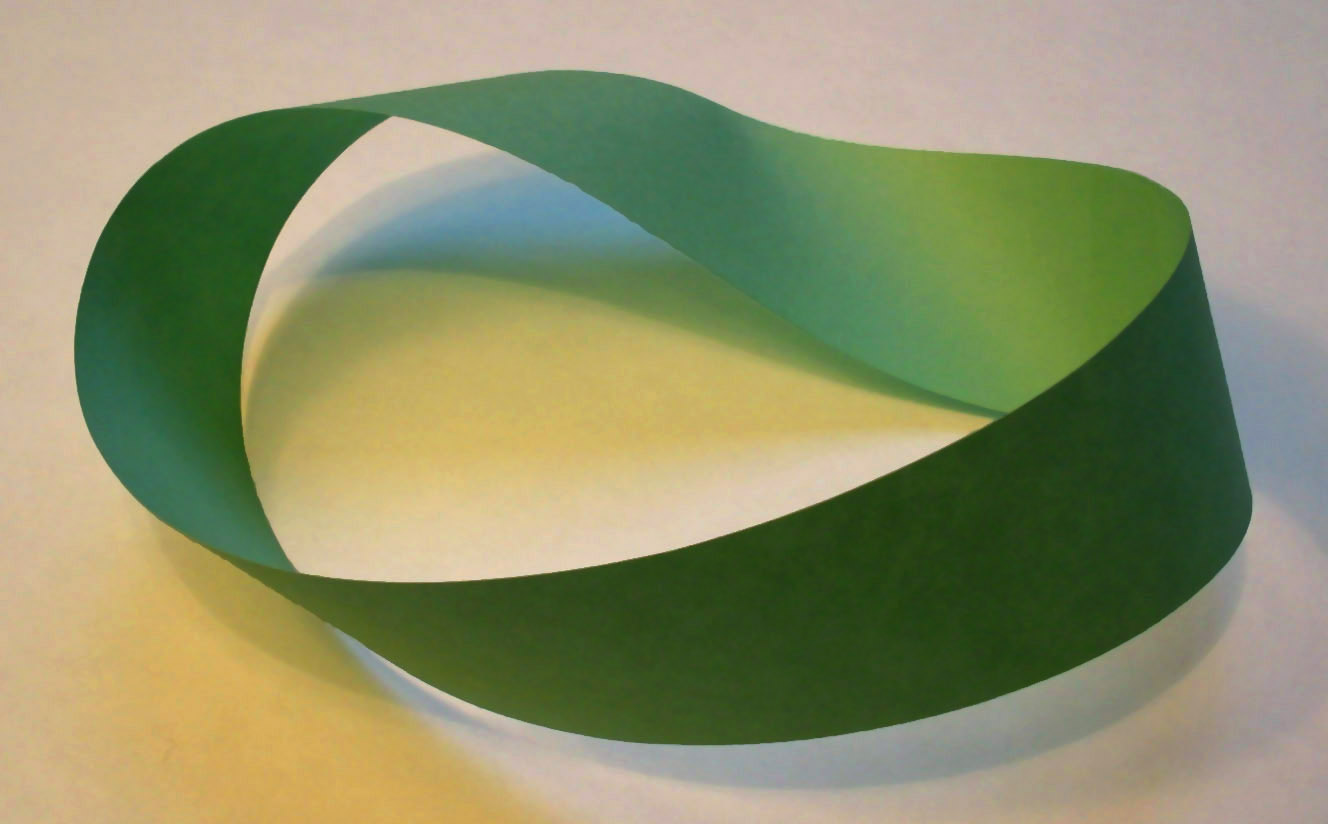
Una cinta o banda de Möbius

Un cas especial de la superfícies reglades són les superfícies desenvolupables que, mitjançant deformacions que no alterin les distàncies entre els seus punts, poden ser transformades en un fragment pla. Tècnicament hi ha una isometria entre aquestes superfícies i un fragment del pla. Si hi ha isometries locals diem que és localment desenvolupable; per aconseguir això és necessari i suficient que la curvatura gaussiana sigui nul·la.
El con, el cilindre i el mateix pla són desenvolupables, mentre que el hiperboloide no ho és. Perquè una superfície sigui desenvolupable, és condició necessària i suficient que pugui ser construïda amb un tros de paper sense arrugar. Així, una superfície construïda plegant un tros rectangular de paper serà desenvolupable com una banda de Möbius o un cilindre. Una condició necessària, tal com es desprèn del Theorem egregium de Gauss, és que la curvatura gaussiana de la superfície reglada sigui idènticament nul·la.